# 庫濟明齊 (卡哈爾雷克區)
49°56′40″N 30°59′53″E / 49.94444°N 30.99806°E
庫茲明齊（烏克蘭語：Кузьминці）是位於烏克蘭北部的村莊，由基辅州奧布希夫區的勒日希夫市鎮負責管轄。該村始建於1741年，面積2.56平方公里，2001年人口411，人口密度每平方公里160.74人。